# Satyrium formosanum
Satyrium formosanum is een vlinder uit de familie van de Lycaenidae. De wetenschappelijke naam van de soort werd als Thecla formosana in 1910 gepubliceerd door Matsumura.